# Động đất Xảo Gia 2020
Động đất Xảo Gia 2020 (tiếng Trung: 2020年巧家地震) là trận động đất xảy ra vào lúc 21:48 (CST), ngày 18 tháng 5 năm 2020. Trận động đất có cường độ 5,1 trên thang độ lớn mô men (Mw ), tâm chấn độ sâu khoảng 10 km. Trận động đất đã làm 4 người chết, 24 người bị thương, 1 ngôi nhà bị sập và một số ngôi nhà hư hại nhẹ.